# Wilbrandia
Wilbrandia — рід квіткових рослин родини гарбузових.
Його батьківщиною є Бразилія, Парагвай і північно-східна Аргентина.

## Відомі види
Як прийнято Plants of the World Online:
- Wilbrandia ebracteata Cogn.
- Wilbrandia glaziovii Cogn.
- Wilbrandia hibiscoides Silva Manso
- Wilbrandia longisepala Cogn.
- Wilbrandia verticillata (Vell.) Cogn.

Назва роду Wilbrandia — на честь Йоганна Бернхарда Вільбранда (1779–1846), німецького анатома та натураліста. Він був прихильником натурфілософії. Вперше він був описаний і опублікований в Enum. Subst. Braz. p. 30. 1836.